# Franz Scharmer

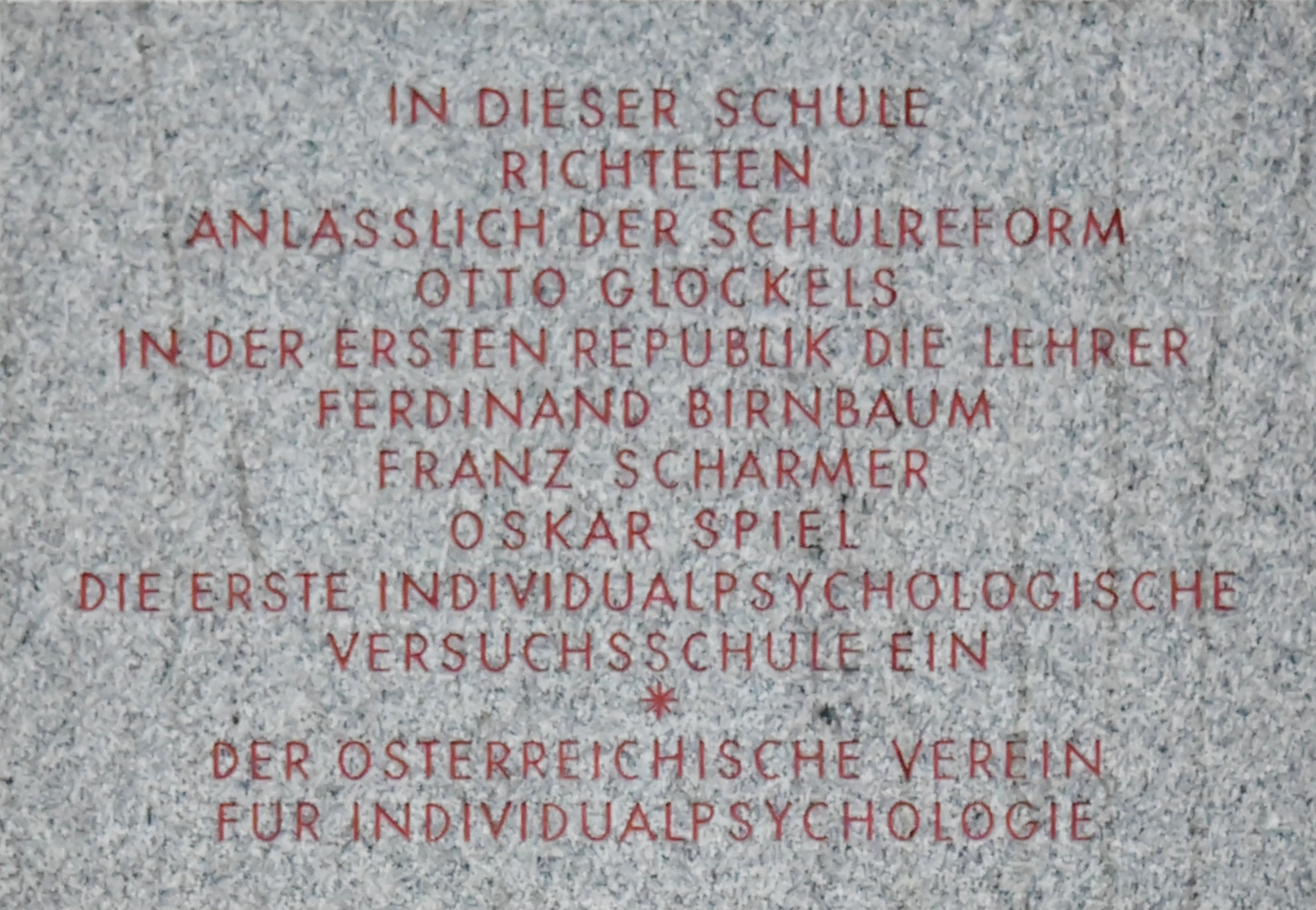
Gedenktafel für die erste Individualpsychologische Versuchsschule in Wien-Brigittenau

Franz Scharmer (* 4. April 1891 in Wien; † 27. November 1984 ebenda) war ein österreichischer Pädagoge und Psychologe, der die Anwendung der Individualpsychologie im Rahmen der Wiener Schulreform maßgeblich mitinitiierte.

## Leben
Scharmer war der zweite Sohn des Büchsenmachers Anton Scharmer. Er verbrachte einen Teil seiner Kindheit in Budapest, wo sein Vater Waffenmeister bei einem ungarischen Regiment war. Zurück in Wien besuchte er die Allgemeine Volksschule, das Landes-Real- und Obergymnasium und die Privatlehrerbildungsanstalt des Katholischen Schulvereins, wo er seine Reifeprüfung 1910 mit Auszeichnung abschloss. Er arbeitete als junger Lehrer an der Übungsschule der Bildungsanstalt und als Substitut an der öffentlichen Bürgerschule für Jungen im IX. Bezirk Wiens. 1912 machte er seine Lehrbefähigungsprüfung für die Volksschule.
Während des Ersten Weltkriegs war Scharmer von 1917 bis 1918 als Soldat an der Südfront, wo er für fast ein Jahr in italienische Kriegsgefangenschaft geriet. 1923 legte Scharmer die Bürgerschulprüfung ab und wurde 1924 definitiver Hauptschullehrer. Ab den 1920er Jahren studierte er als außerordentlicher Hörer an der philosophischen Fakultät der Universität Wien, musste aber seinen Plan, das Doktorat zu erlangen, aus gesundheitlichen Gründen aufgeben.
Vom Schuljahr 1920/21 an unterrichtete er an der Knabenbürgerschule Staudingergasse 6 im XX. Wiener Bezirk, an der Oskar Spiel und Ferdinand Birnbaum tätig waren. Diese drei Lehrer waren die Initianten des individualpsychologisch orientierten Schulversuches von 1924 bis 1927 im Rahmen der Wiener Schulreform an dieser Schule. Nach der Schließung der Schule im Sommer 1935 wechselte Scharmer zuerst an die Hauptschule Greiseneckergasse 29 und dann an die Hauptschule in der Pyrkergasse, wo er 1939 die Stelle des Schulleiters übernahm, als dieser zum Wehrdienst im Zweiten Weltkrieg einberufen wurde. Ab November 1944 wurde Scharmer für ein halbes Jahr zum Volkssturmeinsatz in der Slowakei eingezogen.
Nach Kriegsende begann er unverzüglich mit dem Wiederaufbau des Wiener Schulwesens. Er engagierte sich als Leiter der praktischen Übungen an der staatlichen Lehrerbildungsanstalt Hegelgasse 12. 1951 wurde er Hauptschuldirektor und Mitglied der Prüfungskommission für allgemeine Volks-, Haupt- und Sonderschulen. Außerdem war er Dozent am Pädagogischen Institut der Stadt Wien. 1956 trat er hochgeehrt in den Ruhestand.
Er wurde am Wiener Zentralfriedhof bestattet.

## Werk
Als ausgewiesener Schulpraktiker leistete Scharmer einen wichtigen Beitrag zum Erfolg der individualpsychologischen Versuchsschule, wie sein Kollege Oskar Spiel bestätigte:
Mein Partner in der praktischen Arbeit war Franz Scharmer, der unübertroffene Problemschulmethodiker und wirkliche Meister in der Führung der Klasse als Aussprachegemeinschaft, ohne dessen Gleichgerichtetheit im Denken und Gestalten die Versuchsschule kaum zu bewältigen gewesen wäre.
Das kommt auch im Bericht des Schulleiters an der Lehrerbildungsanstalt zu seiner Schulführung zum Ausdruck:
…seine methodischen Fähigkeiten, vor allem aber auch die Liebe zur Jugend machten ihn bei seinen Schülern sehr beliebt. Er verstand es ausgezeichnet, die Jugend zu bilden, zu begeistern und zu führen. Die von ihm als Klassenvorstand geführten Klassen zeichneten sich durch besondere Disziplin und vornehmes Benehmen aus. Er war eben seinen Schülern nicht nur Lehrer, er war väterlicher Betreuer.